# Exix tinalandica
Exix tinalandica är en stekelart som beskrevs av Mason 1981. Exix tinalandica ingår i släktet Exix och familjen bracksteklar. Inga underarter finns listade i Catalogue of Life.